# Masahiro Takanashi
Masahiro Takanashi (マサ高梨 Takanashi Masahiro?) (22 de enero de 1983) es un luchador profesional japonés, más conocido por su trabajo en Dramatic Dream Team y Pro Wrestling El Dorado.

## Carrera

### Toryumon (2002)
Takanashi entrenó en el Último Dragón Gym, pero no fue capaz de superar los estándares del dojo y fue trasladado al DDT Dojo en Dramatic Dream Team, sin poder hacer su debut en Toryumon. A pesar de ello, Takanashi no rompió contactos con el sistema del Gym.

### Dramatic Dream Team (2002-presente)
Ya en Dramatic Dream Team, Takanashi fue capaz por fin de debutar, bajo el nombre de Masa Takanashi.

### Ice Ribbon (2006-presente)
El 15 de octubre de 2006 Takanashi debutó en la recientemente fundada promoción femenina Ice Ribbon, bajo el nombre de Ribbon Takanashi. A partir de entonces, Masahiro se convirtió en el único luchador masculino en actuar regularmente en la empresa, ayudando a Emi Sakura a entrenar luchadoras en el dojo de Ice Ribbon. En julio de 2008, Takanashi ganó su primer título en la empresa cuando, adoptando como gimmick una versión femenina de sí mismo llamada Masako Takanashi, hizo equipo con Chon-ko (la versión femenina de Chon Shiryu) para derrotar a Etsuko Mita & Makoto y así ganar el International Ribbon Tag Team Championship. Esto les haría los primeros hombres en poseer el título, aunque lo perderían de nuevo ante dos luchadores, esta vez Yuki Sato & Riho. Volviendo a su antiguo nombre, Takanashi hizo equipo con Emi Sakura para intentar recapturar el campeonato, pero no lo consiguieron.
Durante su reinado como poseedor del DDT Ironman Heavymetalweight Championship, Takanashi lo perdió en Ice Ribbon contra Emi Sakura a causa de su lesión, pero volvió a recuperarlo la misma noche. En septiembre, Masahiro ganó otro título cuando venció a Neko Nitta y Makoto Oishi en un combate triple por el Triangle Ribbon Championship. Sin embargo, lo perdería ante Neko Nitta meses después.

## En lucha
- Movimientos finales
  - Taka Tonic[1] (Leg trap sunset flip powerbomb, a veces desde una posición elevada)
  - Bacchus[3] (Cutthroat somersault cradle pin)
  - Golden Arm Bomber[1][2] (Ura-nage)

- Movimientos de firma
  - Mamushi Vice[4] (Cobra clutch) - 2006; adoptado de Poison Sawada JULIE
  - Dropkick, a veces desde una posición elevada
  - Enzuigiri
  - Figure four leglock
  - Running hip attack
  - Shining wizard
  - Slingshot leg trap sunset flip powerbomb[2]
  - Senton bomb
  - Straight jacket DDT[2]
  - Superkick

- Mánagers
  - Bear Fukuda

## Campeonatos y logros
- Dramatic Dream Team
  - DDT Extreme Championship (1 vez)
  - DDT Ironman Heavymetalweight Championship (9 veces)
  - GAY World Anal Championship (1 vez)
  - JET World Jet Championship (1 vez)
  - KO-D Tag Team Championship (2 veces) - con Seiya Morohashi (1) y Daisuke Sekimoto (1)
  - UWA World Trios Championship (1 vez) - con Hikaru Sato & Danshoku Dino

- Ice Ribbon
  - Triangle Ribbon Championship (1 vez)
  - International Ribbon Tag Team Championship (1 vez) - con Chon Shiryu
  - Go! Go! Golden Mixed Tag Tournament (2012) – con Kurumi